# Kamikaze Kaito Jeanne
Kamikaze Kaito Jeanne (jap. 神風怪盗ジャンヌ, Kamikaze Kaitō Jannu) ist eine Manga-Serie von Arina Tanemura. Sie lässt sich der Shōjo-Gattung zuordnen, richtet sich also vorwiegend an jugendliche Mädchen, und wurde auch als Anime-Serie verfilmt. Die Hauptfigur der Geschichte ist ein Magical Girl.

## Handlung
Die 16-jährige Marron Kusakabe (日下部 まろん, Kusakabe Maron) ist eigentlich eine ganz normale Schülerin – doch sie ist auch die Reinkarnation der französischen Freiheitskämpferin Jeanne d’Arc. Mit Hilfe des kleinen Engels Fynn Fish (フィン・フィッシュ, Fin Fisshu) kann sie sich in die Diebin Jeanne verwandeln, um Dämonen zu jagen, die sich zu Beginn der Serie nur in Kunstwerken, später jedoch auch in normalen Gegenständen (im Manga sind es nur wertvolle Bilder, auf denen, wenn der Dämon besiegt ist, ein Engelsbild erscheint) einnisten und von „reinen“ Menschen Besitz ergreifen, denen diese Kunstwerke etwas bedeuten. Ist ein Dämon besiegt, verwandelt er sich in eine Schachfigur, der Besessene ist befreit und der Gegenstand verschwindet. Daher wird Jeanne für eine geheimnisvolle Diebin (怪盗, Kaitō) gehalten und von der Polizei und ihrer besten Freundin Miyako Tōdaiji (東大寺 都), die Tochter eines Polizisten, verfolgt.
Marrons Nachbar Chiaki Nagoya (名古屋 稚空), der wegen seines guten Aussehens bei Mädchen generell sehr beliebt ist, erlebt ein ähnliches Schicksal. Er ist in Marron verliebt, die schließlich seine Liebe erwidert. Auch er führt jedoch ein geheimes Dämonenjäger-Doppelleben und steht als Sindbad, der Dieb mit Jeanne in Konkurrenz. Begleitet wird er ebenfalls von einem kleinen Engel namens Access Time (アクセス・タイム, Akusesu Taimu). Da Jeanne im Auftrag Gottes handelt, meint sie, Sindbad müsse vom Teufel (im Anime „Der böse König“) geschickt sein.
Wie sich allerdings herausstellt, versucht Sindbad vor allem, Jeanne vor Fynn zu schützen. Der kleine Engel nutzt ihr Vertrauen aus, um zu Gunsten Satans zu handeln. Fynn wurde als gefallener Engel aus dem Himmel verbannt, doch bevor ihre Seele gereinigt und ausgelöscht werden konnte, nahm sie das Angebot des Teufels an und ging mit ihm. Ihr Auftrag lautet seither, die Seele Marrons zu zerstören, indem sie sich zuerst mit ihr anfreundet und sie dann verrät. So konnte sich Marron nicht mehr in Jeanne verwandeln und Gottes Kraft benutzen.
Im Anime wird Fynn als Engel Gottes von Dienern des bösen Königs entführt und bekommt eine Gehirnwäsche. Nun soll sie Marron weiter begleiten und ihr schließlich die eingefangenen Dämonen abnehmen und sie dem bösen König bringen, damit dieser sich stärken kann.
Marron gelingt es schließlich, Fynn aus der Macht des Bösen zu befreien. Im Anime folgt ein Happy End.
Eigentlich ist Marron nicht nur die Wiedergeburt Jeanne D’Arcs, sondern auch die Wiedergeburt Evas, die damals von Gott ein Drittel seiner himmlischen Kraft erhielt, damit sie nach dem Verlassen des Paradieses immer wiedergeboren werden konnte. Nachdem Eva das Paradies verlassen hatte, entstand aus der Einsamkeit, die Gott aus seinem Körper verbannte, der Teufel. Dieser versuchte von da an, die Menschen und Gott zu töten, um sich für seine Einsamkeit zu rächen.
Am Ende des Mangas ist noch zu sehen, dass sowohl Marron und Chiaki, als auch Miyako und Yamato Minazuki (水無月 大和), einer ihrer ehemaligen Klassenkameraden, geheiratet haben. Ihre Kinder Natsuki (魚月) und Shinji (心時) sind die Wiedergeburten von Fynn und Access.

## Veröffentlichungen

### Manga
Kamikaze Kaito Jeanne erschien in Japan von Februar 1998 bis November 2000 in Einzelkapiteln im japanischen Manga-Magazin Ribon, für das Arina Tanemura den Großteil ihrer Werke zeichnet. Der Shūeisha-Verlag veröffentlichte diese Einzelkapitel in sieben Sammelbänden.
Der Manga wurde unter anderem auch in den USA, Polen und Deutschland veröffentlicht. Auf Deutsch erschien Kamikaze Kaito Jeanne von 2001 bis 2003 komplett bei Egmont Manga & Anime. Der Manga war 2002 auf Platz 2 der meistverkauften Mangas des EMA-Verlags (Platz 1 belegte Ranma ½). Aufgrund dieses großen Erfolgs der deutschen Fassung des Mangas folgten weitere Übersetzungen von Tanemuras Werken ins Deutsche. Ab September 2008 erschien bei EMA eine Neuauflage mit neuen Titelbildern und in größerem Format als Kamikaze Kaito Jeanne Perfect Edition. Im Dezember 2020 und Februar 2021 veröffentlichte Egmont Manga eine zweite Neuauflage in zwei, über sechshundert Seiten langen Sammelbänden unter dem Titel Kamikaze Kaito Jeanne - Luxury Edition.
Im Juli 2000 erschien in Japan ein 72-seitiges Artbook zum Manga. Dieses wurde im April 2002 in Deutschland bei EMA veröffentlicht.

### Anime
Das Produktionsstudio Toei Animation produzierte eine 44-teilige Animeserie zum Manga, die von Februar 1999 bis Januar 2000 auf dem japanischen Fernsehsender TV Asahi ausgestrahlt wurde. Sie enthält einige elementare Unterschiede zum Manga, unter anderem neue Charaktere und ein grundsätzlich anderes Ende. Insbesondere die Bezüge zur Religion wurden nur in sehr abgeflachter Form übernommen. Gott selbst spielt hier nur eine passive Rolle, der Handlungsstrang um den Sündenfall taucht ebenfalls nur im Manga auf. Weiterhin auffällig ist das Entfallen von Fynns Vergangenheit im Zusammenhang mit den Engeln Toki und Cersia.
Die Serie wurde unter dem Titel Jeanne, die Kamikaze-Diebin vom 27. August bis zum 26. Oktober 2001 auch im deutschen Fernsehen bei RTL II ausgestrahlt. Es folgten mehrere Wiederholungen. Die Synchronfassung wurde von Anime Virtual komplett in vier Slimpack-Boxen mit je zwei DVDs veröffentlicht. Während das japanische Original mit Piece of Love (Episode 1–27) und Dive Into Shine (Episode 28–44) zwei verschiedene Introlieder enthält, wurde in der deutschen Fassung nur der erste Song übernommen und unter dem Titel Sie ist nicht zu fassen von Ron Van Lankeren eingesungen. Die beiden japanischen Abspannlieder, Haruka… und Owaranai Ai O, wurden ebenfalls nicht übersetzt. Man ließ die einzelnen Episoden in der deutschen Fassung mit einer Vorschau auf die jeweils nächste Folge enden.
Am 25. Februar 2011 erfolgte eine Neuveröffentlichung als Gesamtausgabe mit allen acht DVDs unter dem Label Kazé. Die Box bietet lediglich die deutsche Synchronfassung. Als „Extras“ gibt es 40 Trailer, pro DVD fünf. Außerdem hat jede der acht DVDs ein Wendecover ohne FSK-Logo.

#### Synchronisation
| Rolle                    | Japanischer Sprecher (Seiyū) | Deutscher Sprecher    |
| ------------------------ | ---------------------------- | --------------------- |
| Marron Kusakabe / Jeanne | Hōko Kuwashima               | Sylvie Nogler         |
| Chiaki Nagoya / Sindbad  | Susumu Chiba                 | Tilman Borck          |
| Miyako Todaiji           | Naoko Matsui                 | Christine Pappert     |
| Yamato Minatsuki         | Naozumi Takahashi            | Leonhard Mahlich      |
| Fynn Fish                | Kumiko Nishihara             | Kristina von Weltzien |
| Access Time              | Akiko Yajima                 | Tim Knauer            |
| Misto                    | Wakana Yamazaki              | Celine Fontanges      |
| Noyn Claude              | Kappei Yamaguchi             | Robin Brosch          |
| Himuro Todaiji           | Shigeru Chiba                | Eberhard Haar         |
| Sakura Todaiji           | Akiko Yajima                 | Dagmar Dreke          |
| Kriminalbeamter Akita    | Kouki Miyata                 | Marc Degener          |
| Kriminalbeamter Fuyuta   | Yuusuke Oguri                | Sascha Draeger        |
| Kriminalbeamter Haruta   | Masafumi Kimura              | Marco Kröger          |
| Kriminalbeamter Natsuta  | Katashi Ishizuka             | Kai Henrik Möller     |
| Frau Palkaramao          | Kumiko Nishihara             | Heidi Berndt          |